# Église Saint-Jean-Chrysostome de Silbaš
Pour les articles homonymes, voir Église Saint-Jean.
L'église Saint-Jean-Chrysostome de Silbaš (en serbe cyrillique : Црква Светог Јована Златоустог у Силбашу ; en serbe latin : Crkva Svetog Jovana Zlatoustog u Silbašu) est une église orthodoxe serbe située à Silbaš, dans la province de Voïvodine, dans le district de Bačka méridionale et dans la municipalité de Bačka Palanka en Serbie. Elle est inscrite sur la liste des monuments culturels de grande importance de la république de Serbie (identifiant no SK 1206).

## Présentation
L'église, dédiée à saint Jean Chrysostome, a été construite à partir de 1755 et achevée pour l'essentiel dans les années 1760 ; en revanche, la construction du clocher a duré jusqu'en 1790. Elle est constituée d'une nef unique prolongée par une abside à cinq pans ; la zone du chœur, rectangulaire, est légèrement saillante. La façade occidentale est dominée par un clocher baroque surmonté d'un bulbe aplati, d'une lanterne et d'une croix ; ce clocher est flanqué d'un pignon brisé aux pentes incurvées. L'ensemble de l'édifice rappelle l'église Saint-Georges de Sombor, qui a servi de modèle à nombre d'églises rurales des environs. La décoration des façades est dépouillée, avec des ouvertures simplement ornées de moulures.
L'iconostase remonte à la seconde moitié du XVIIIe siècle ; elle a été sculptée et peinte par des artistes inconnus ; elle a été partiellement restaurée en 1967.